# Сигарна акула бразильська
Сигарна акула бразильська (Isistius brasiliensis) — акула з роду Сигарна акула родини Змієподібні акули. Інша назва «акула-світляк»

## Опис
Загальна довжина досягає 56 см. Голова коротка, округла. Очі великі, мигдалеподібні, можуть відсвічувати в темряві. Сітківки у неї з гангліозними клітинами з on-центром, що дозволяє концентруватися на горизонтальному напрямку. Крім очей, у цієї акули можуть світитися яскравим зеленим світлом і окремі ділянки тіла для залучення дрібної здобичі або для полегшення пошуку партнера. За цю здатність отримала свою другу назву. За очима на верхній стороні голови розташовані великі бризкальця. Рот округлий. Губи товсті. Зуби нижньої щелепи значно перевищують в розмірах зуби верхньої щелепи. У верхній щелепі розміщені 30-37 дрібних і вузьких зубів трикутної форми, а в нижній щелепі — 19-25 великих зубів, які мають трикутні верхівки. Має довге, сигароподібне, циліндричне тіло. Грудні плавці короткі, трапецієподібної форми, розташовані високо, відразу за зябровими щілинами. Спинні плавці крихітні, задній більше за передній з маленькі шипиками. Анальний плавець відсутній. Має велику печінку, яка становить близько 35 % загальної ваги й багата на ліпіди низької щільності, містить велику кількість жиру. Це сприяє плавучості акули. Шкіра гладенька. Хвостовий плавець великий.
Забарвлення рівномірне темно-коричневе, навколо горла, в районі зябрових щілин є темний «комір».

## Спосіб життя

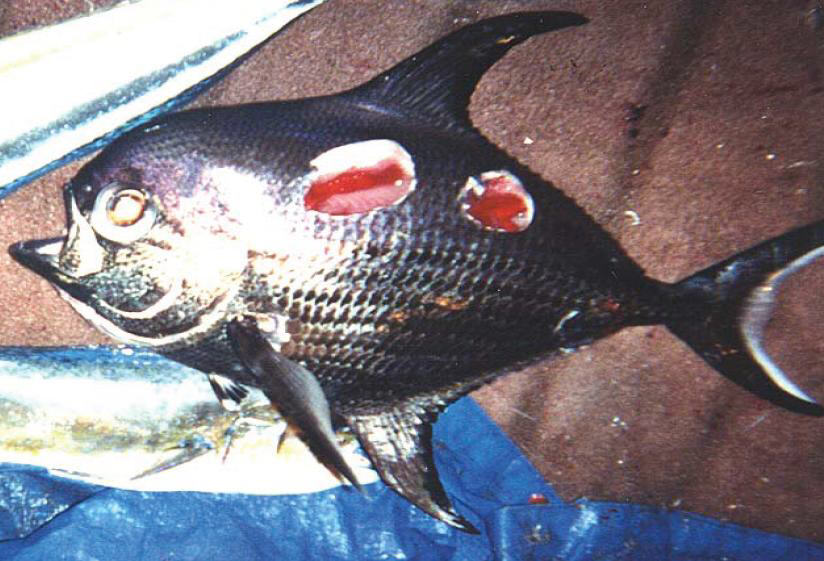
Жертва (морський лящ) бразильської сигарної акули

Тримається значних глибин — від 80 до 3700 м. Часто мігрує від великих глибин до поверхні. За допомогою губ і щокового насоса здатна міцно присмоктатися до здобичі, а потім, втупившись зубами в плоть, здійснює обертальні рухи тілом, буквально вирізаючи шматок м'яса зі своєї жертви. Кругла рана може досягати в діаметрі 50 мм. Сліди таких укусів зустрічаються на тілі китів, кашалотів, ременезубів, дельфінів, глибоководних скатів, акул, тунців, морських лящів, марлінів, морських котиків, морських леопардів, дюгонів. Водночас полює на невеликих кальмарів та рачків.
Статева зрілість настає при розмірах 36-39 см. Це яйцеживородна акула. Самиця народжує до 9 акуленят завдовжки 14-15 см.
Потенційно небезпечна для людини.

## Розповсюдження
Мешкає окремими ареалами — біля Багамських островів, південної Бразилії, Кабо-Верде, Сьєрра-Леоне, Гвінеї, Анголи, ПАР, островів Маврикій, Нова Гвінея, Австралії, Галапагоських островів, від Японії до Гавайських островів,